# Бойко Василь Романович
Василь Романович Бойко (28 лютого 1907, Водяне — 3 квітня 1996, Москва) — радянський військовий діяч, генерал-лейтенант. Герой Радянського Союзу.

## Біографія
Народився 28 лютого 1907 року в селі Водяному (нині Шполянського району Черкаської області) в родині селянина-бідняка. Українець. Закінчив п'ять класів сільської школи, наймитував у куркулів. Працював у рідному селі, був головою сільради.
У Червоній Армії з жовтня 1929 року. Член ВКП (б) з 1930 року. В 1933 році закінчив Одеське військове піхотне училище.
Брав участь у радянсько-фінській війні 1939—1940 років. На посаді начальника оргпартчастини політвідділу 4-ї стрілецької дивізії (13-та армія, Північно-Західний фронт) старший політрук Бойко в бою 15 лютого 1940 року західніше озера Вуокса (Карельський перешийок) під вогнем противника особистим прикладом надихнув бійців стрілецької роти на виконання бойового завдання. 5 березня замінив вибулого з ладу комісара полку, підняв бійців в атаку, чим сприяв просуванню піхоти через озеро Васикка-Саарі. 9 березня, коли противник намагався оточити спостережний пункт полку, зібрав усіх працівників штабу і повів їх в контратаку.
Указом Президії Верховної Ради СРСР від 7 квітня 1940 року за зразкове виконання бойових завдань командування і проявлені при цьому відвагу і геройство старшому політрукові Бойку Василю Романовичу присвоєно звання Героя Радянського Союзу з врученням ордена Леніна і медалі «Золота Зірка» (№ 305).
У 1941 році закінчив Військово-політичну академію. З липня 1941 року по травень 1945 року брав участь в радянсько-німецькій війні. В липні—жовтні 1941 року — начальник політвідділу 181-ї стрілецької дивізії, в жовтні 1941 — червні 1942 років — воєнком 183-ї стрілецької дивізії, в червні—серпні 1942 року — член Військової ради 58-ї армії. Генерал-майор з 20 грудня 1942 року. У 1942–1947 роках був членом Військової ради 39-ї армії. Брав активну участь в Білоруській та Східно-Прусській операціях. У серпні—вересні 1945 року брав участь у радянсько-японській війні. Генерал-лейтенант з 8 вересня 1945 року.
Після війни в 1949 році закінчив Військову академію Генерального штабу. У 1950—1953 роках був військовим аташе при посольстві СРСР в Угорській Народній Республіці. У 1955—1961 роках був членом Військової ради Білоруського військового та Уральського військового округів. У 1961—1971 роках обіймав посаду начальника політвідділу Військової академії Генерального штабу.
З 1971 року у відставці. Жив у Москві. Автор монографій про війну «З думою про Батьківщину (Бойовий шлях 39-ї армії)» та «Великий Хінган — Порт-Артур».
Помер 3 квітня 1996 року. Похований в Москві на Ваганьковському кладовищі (ділянка 7).

## Нагороди, звання
Нагороджений двома орденами Леніна (7 квітня 1940; 5 листопада 1954), орденом Жовтневої Революції (25 лютого 1977), чотирма орденами Червоного Прапора (21 квітня 1943; 22 вересня 1943; 15 листопада 1950; 22 лютого 1968), орденами Кутузова 1-го (4 липня 1944) і 2-го ступеня, Суворова 2-го ступеня (19 квітня 1945), Вітчизняної війни 1-го ступеня (6 квітня 1985), Червоної Зірки (3 листопада 1944), медалями.
Указом Президента Російської федерації № 212 від 19 лютого 1996 року нагороджений орденом Жукова.
Почесний громадянин міста Духовщини Смоленської області.